# Joachim Havard de la Montagne
Pour les articles homonymes, voir de La Montagne.
Joachim Havard de la Montagne, né le 30 novembre 1927 à Genève-Plainpalais et mort le 1er octobre 2003 à Argenteuil, est un compositeur, organiste et chef de chœur français.

## Biographie
Havard de la Montagne suit sa formation musicale à l'École supérieure de musique César-Franck.
De 1947 à sa retraite en 1996, cet organiste, compositeur, musicologue et chef d’orchestre a servi la musique religieuse, notamment à Paris aux églises Sainte-Marie des Batignolles, Sainte-Odile et la synagogue libérale Copernic. De 1967 à 1996, Havard de la Montagne est maitre de chapelle à l'église de la Madeleine à Paris, assisté de son épouse Élisabeth, également organiste et claveciniste. Il crée en les Chœurs, en 1971, et l’Ensemble instrumental de la Madeleine, en 1974, avec lesquels il donnera plus de 200 concerts.
Il a composé un répertoire étendu de musique classique, très inspiré par Gabriel Fauré, Maurice Duruflé, Louis Vierne et le chant grégorien.